# Bitwa pod Moncontour
Bitwa pod Moncontour – starcie zbrojne, które miało miejsce 3 października 1569 roku pomiędzy katolickimi siłami króla Francji Karol IX Walezjusz i hugenotów podczas wojny z hugenotami (1568–1570), jednej z francuskich wojen religijnych. W bitwie tej hugenoci zostali pokonani.

## Bitwa
Admirał Gaspard de Coligny, na czele swej hugenockiej armii pomaszerował na południe i przystąpił do oblężenia Poitiers. Po siedmiu tygodniach, będąc bliski zajęcia miasta, musiał odstąpić od oblężenia na wieść o marszu armii królewskiej, która maszerując spiesznym pochodem ku Poitiers stanęła w pobliżu miasteczka Moncontour.
Podczas przygotowań do bitwy najemnicy w służbie protestantów zdradzili przechodząc na stronę wojsk królewskich. Na skutek tej zdrady armia hugenocka została pobita.
Według ówczesnych kronikarzy starcie było krótkie, aczkolwiek szczególnie krwawe. W jego wyniku protestanci stracili od sześciu do dziesięciu tysięcy zabitych i wziętych do niewoli; podczas gdy katolicy stracili nie więcej niż 600 ludzi.
Gdy po starciu pod La Roche-l’Abeille żądni krwi protestanci dokonali masakry 500 wziętych do niewoli katolików, ci ostatni zaczęli postępować tak samo, ale Henryk Andegaweński zdołał ocalić kilku szlachciców.
Coligny’emu udało się szczęśliwie wycofać na południe, gdzie wkrótce odtworzył hugenocką armię.
Propaganda królewska przypisywała zwycięstwo pod Moncontour (i pod Jarnac) Henrykowi d’Anjou, jednak faktycznie siłami katolickimi dowodził tam Marszałek de Tavannes.